# Andrzej Jan Staszewski
Andrzej Jan Staszewski herbu Ostoja – stolnik upicki w latach 1752-1772, podstoli upicki w latach 1744-1752, skarbnik upicki w latach 1730-1744.
Poseł powiatu upickiego na sejm konwokacyjny 1764 roku.